# Tetragoneura opaca
Tetragoneura opaca är en tvåvingeart som beskrevs av Tonnoir 1927. Tetragoneura opaca ingår i släktet Tetragoneura och familjen svampmyggor. Inga underarter finns listade i Catalogue of Life.